# Anabase (Saint-John Perse)
Pour les articles homonymes, voir Anabase.
Anabase est un recueil de poèmes de Saint-John Perse publié en janvier 1924 dans La Nouvelle Revue française. Il constitue son premier long poème et surtout le premier que le diplomate Alexis Leger signera du pseudonyme qui le rendra célèbre : Saint-John Perse.

Pour Shlomo Elbaz :

« Anabase est une sorte de carrefour à l'intersection entre deux modes d'écriture : celle de l'art « classique » (ordre, harmonie plénitude) et celle de la « modernité » (désarticulation, déconstruction, voire chaos). »

Le poème est fréquemment rapproché et comparé à La Terre vaine (The Waste Land) du poète et dramaturge britannique, de naissance américaine, T. S. Eliot.

## Étymologie du nom du recueil
Ce poème aurait été réalisé après qu'Alexis Leger eut réalisé physiquement sa propre anabase dans le désert de Gobi (1920-21), anabase (de anaba, anabat, monter, qui monte sur...), signifiant à la fois ascension, expédition à l'intérieur des terres, chevauchée et, par extension, montée de l'esprit, montée à l'intérieur de soi-même, introspection. En outre, l'effet sonore du mot aurait séduit l'auteur du futur poème.

## Structure du recueil
- Chanson
  - « Il naissait un poulain... »
- Anabase
  - I. « Sur trois grandes saisons... »
  - II. « Aux pays fréquentés... »
  - III. « À la moisson des orges... »
  - IV. « C'est là le train du monde... »
  - V. « Pou mon âme mêlée... »
  - VI. « Tout-puissants... »
  - VII. « Nous n'habiterons pas toujours... »
  - VIII. « Lois sur la vente des juments... »
  - IX. « Depuis un si long temps... »
  - X. « Fais choix d'un grand chapeau... »
- Chanson
  - « Mon cheval arrêté... »

## Analyse de l'œuvre
Le texte se compose de douze parties : une chanson liminaire, dix chants, numérotés de I à X, une chanson finale.
Devant la complexité du poème, certains auteurs s'accordent sur le fait que, pour en effectuer une lecture correcte, il faut « renoncer à y trouver une signification univoque ». De fait, il règne une grande controverse quant à l'analyse du poème. On y a vu la coexistence de deux désirs contradictoires : l'appel du désert, le mouvement, l'aventure (plan dynamique), l'installation, le séjour parmi les hommes (plan statique). Certains auteurs s'accordent pour y voir un texte s'analysant sur trois plans, mais n'en ont pas la même approche.
Monique Parent croit distinguer trois niveaux de développement dans la langue de Saint-John Perse :
1. Un sens littéral : l'expédition proprement dite (sens réel),
2. Un premier sens symbolique : l'aventure spirituelle du poète (sens spirituel et poétique),
3. Un second sens symbolique : l'aventure humaine en général (sens historique).

Le théoricien littéraire américain Bernard Weinberg (de) voit cette lecture « polyphonique » suivant trois plans parallèles et entrelacés :
1. Plan narratif : invitation, départ, marche,
2. Plan métaphorique : même thème mais par rapport à l'âme humaine,
3. Plan émotif ou lyrique : joie intérieure qui accompagne l'épopée de l'âme.

Alain Bosquet, quant à lui, propose trois niveaux de lecture :
1. Une grande aventure épique : l'action,
2. Une chronique historique transposée en images poétiques : la poésie qui s’inspire de l'action,
3. Une expérience mystique et mystérieuse : l'illumination mystique générée par l'action et la poésie.

Mais les exégètes, étudiant Anabase, peinent à y trouver une logique narrative cohérente, des références précises au temps, aux lieux géographiques et aux personnages. Shlomo Elbaz exprime ainsi cet effort de compréhension demandé par ce texte :

« [...] on sait combien l'usage des temps (ainsi que des pronoms) est déroutant chez Perse. L'ordre chronologique, comme la désignation précise des lieux géographiques ou l'identification univoque des personnages, s'ils sont indispensables à la narration, sont scrupuleusement évités dans une poésie conçue hors du temps et de l'espace. [...]
Mais est-il nécessaire de réaffirmer qu'un poème (en tout cas Anabase) n'a pas de sens obvie (évident) ? Ou, quand on en repère des bribes (de sens), qu'il est négligeable dans l'effet complexe du poème, lequel tend précisément à détruire le sens univoque ? »

Le même auteur propose une schématisation du poème en termes de départ, marche, arrêt, déclinés suivant un ordre variable :
| Chant liminaire | À l'arrêt. Départ suscité.                                                              |
| Chant I         | Séjour. Départ suggéré.                                                                 |
| Chant II        | Départ imminent.                                                                        |
| Chant III       | Départ déclaré. Vague indice de marche.                                                 |
| Chant IV        | Arrêt. Fondation d'une ville.                                                           |
| Chant V         | Marche dans la solitude.                                                                |
| Chant VI        | Séjour de bien être mais appel à un nouveau départ.                                     |
| Chant VII       | Départ et véritable marche.                                                             |
| Chant VIII      | Poursuite de la marche vers l'ouest et au-delà.                                         |
| Chant IX        | Halte. Promesse de plaisir (désir sensuel).                                             |
| Chant X         | À l'arrêt mais " parcours " immobile des merveilles du monde et des actions des hommes. |
| Chant final     | À l'arrêt. Communion avec le monde. Poème écrit (désir satisfait ?).                    |